# Akashi Kakuichi
Pour les articles homonymes, voir Akashi (homonymie).
Akashi Kakuichi (明石覚一), aussi connu sous le nom Akashi Kengyō (明石検校), né en 1299 et mort le 10 août 1371, est un moine bouddhique japonais du début de l'époque de Muromachi de l'histoire du Japon, renommé comme joueur de luth itinérant aveugle (voir biwa hōshi) qui a donné sa forme actuelle au récit épique Heike monogatari.
On sait peu de choses du début de sa vie mais Kakuichi est peut-être à l'origine un moine du Enkyō-ji près de Himeji dans la province de Harima qui serait un neveu d'Ashikaga Takauji. Après avoir perdu la vue à la trentaine, il serait venu à Kyoto où il aurait rejoint la tōdōza, guilde biwa hōshi, et donné des versions du Heike monogatari comme distractions pour les membres de l'aristocratie. Kakuichi est élève de Jōichi (城一), plus fameux narrateur de heike à Kyoto mais dépasse bientôt son maître et en 1363 atteint le plus haut rang, celui de kengyō (検校) au sein de la guilde. À sa mort, il reçoit le rang de Grand Maître (総検校, sōkengyō) à titre posthume.
La version de Kakuichi du Heike Monogatari, appelée la Kakuichi-bon, se développe sur plusieurs décennies à partir des années 1330 ou 1340. Il la couche sur papier quelques mois avant sa mort telle qu'il la récite à son élève Teiichi. La tōdōza se divise sur l'opportunité ou non d'accepter la nouvelle version de Kakuichi, la faction Yasaka-ryu la rejetant tandis que la faction Ichikata-ryu l'accepte. La Yasaka-ryu décline après la guerre d'Ōnin et laisse la tradition aux mains de l'Ichikata-ryu. La Kakuichi-bon est de nos jours la version la plus populaire du Heike monogatari et celle utilisée pour la plupart des études savantes.

## Source de la traduction
- (en) Cet article est partiellement ou en totalité issu de l’article de Wikipédia en anglais intitulé « Akashi Kakuichi » (voir la liste des auteurs).